# .ru
.ru je vrhovna internetska domena (country code top-level domain - ccTLD) za Rusiju. Domenom upravlja Ruski institut za javne mreže.

## Vanjske poveznice
- IANA .ru whois informacija  Arhivirana inačica izvorne stranice od 11. lipnja 2006. (Wayback Machine)